# 日本火薬製造
日本火薬製造株式会社（にほんかやくせいぞうかぶしきがいしゃ）は、日本海軍向けの火薬製造を行った会社。1905年設立。のちの海軍火薬廠。
また1916年設立し、内地・朝鮮・台湾の日本陸軍向けに火薬製造を行った会社（現・日本化薬）も併せて解説する。

## 沿革
1879年（明治12年）には日本海軍の目黒火薬製造所があり、1896年には広海二三郎が全国的な硫黄鉱山事業に着手したが、日露戦争当時には、日本海軍は発射薬のコルダイトをイギリスに依存しており、その国産化が求められるようになった。そのことから1905年、海軍次官兼艦政本部長の斎藤実、ノーベル爆薬社、チルワース火薬社およびアームストロング社を代表する同社会長アンドルー・ノウブルとの間で契約が結ばれ、3社の出資で日本に爆発物製造工場が建設されることとなった。契約期間は10年で、満了後は日本政府が工場を買収するか、期間延長かの選択となっていた。
会社は1905年12月5日にロンドンで設立された。英名はThe Japanese Explosives Company Limited。設立後の日本支社登記時の名称は日本火薬製造であるが、日本爆発物、日本爆発物製造との表記も多い。日本爆発物と改称されたともいわれるが、実際は英語名のカタカナ表記への改称と推察される。資本金は10万ポンド（約100万円）、出資比率はアームストロング社44 %、ノーベル爆薬社36 %、チルワース火薬社20 %であった。設立時の取締役はアームストロング社から3名、ノーベル爆薬社から2名、チルワース火薬社から2名で、社長はアンドルー・ノウブルであった。同年12月7日には日本支社が設立された。
工場は神奈川県平塚に建設され、その用地は平塚町約8万坪と大野村約30万坪であった。1908年10月に試験品が製造され、12月から正式にコルダイト火薬の製造が開始された。製造されたのはMark I紐状火薬とMD紐状火薬であった。
その後、工場は拡張等がなされ、1918年以降は二年式紐状火薬や二年式管状火薬が製造された。これらは、イギリス製コルダイトに安定剤の性能がよくないことに起因する自然発火の問題があったことから新たに開発された安定剤 β-ナフトールメチルエーテル（ヤラヤラ）を用いたものであり、そのヤラヤラは日本人技師による調査研究によって生み出された。工場の経営は順調で、第一次世界大戦中は高配当を実施している。
また、第一次世界大戦中にはイギリス政府からの要請を受けて、平塚工場で製造された火薬がイギリス海軍へ供給されている。つまり、技術の移転がなされイギリス海軍使用のものと同等の発射薬が製造できるようになっていた。

## 海軍
契約に基づき1919年3月31日に平塚の工場は380万円で日本政府が買収し、その後は海軍火薬廠となった。イギリスの会社の解散手続きは1920年5月から6月に行われた。

## 民間
1916年に民間火薬メーカーの日本火薬製造が設立された。
フランスに火薬研究留学をした帝国大学理学部出身の石藤豊太は、同社が1921年に上場したのち、1926年には同社取締役となっている。
1935年の専務には原安三郎がいた。内地・台湾・朝鮮を販売地域とする資本金250万円の国内最大の火薬会社で、日本導火線、日本霰弾製造、中外雷管も同じ住所に設立されていた。他、衆議院議員の役員として専務の山本条太郎 、監査役の守屋此助などがいた。